# 杭州湾

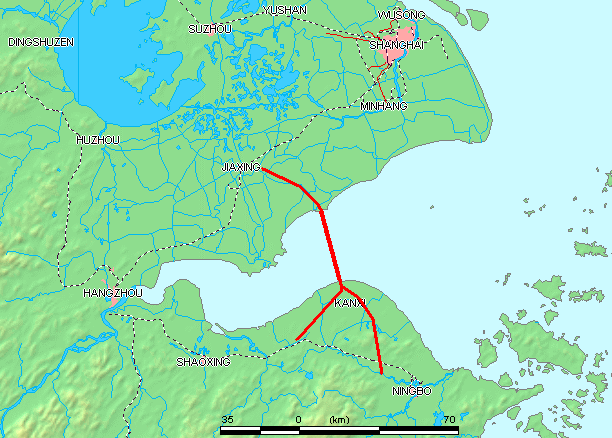
呈喇叭口形的杭州湾。紅線中央段是杭州灣跨海大橋。

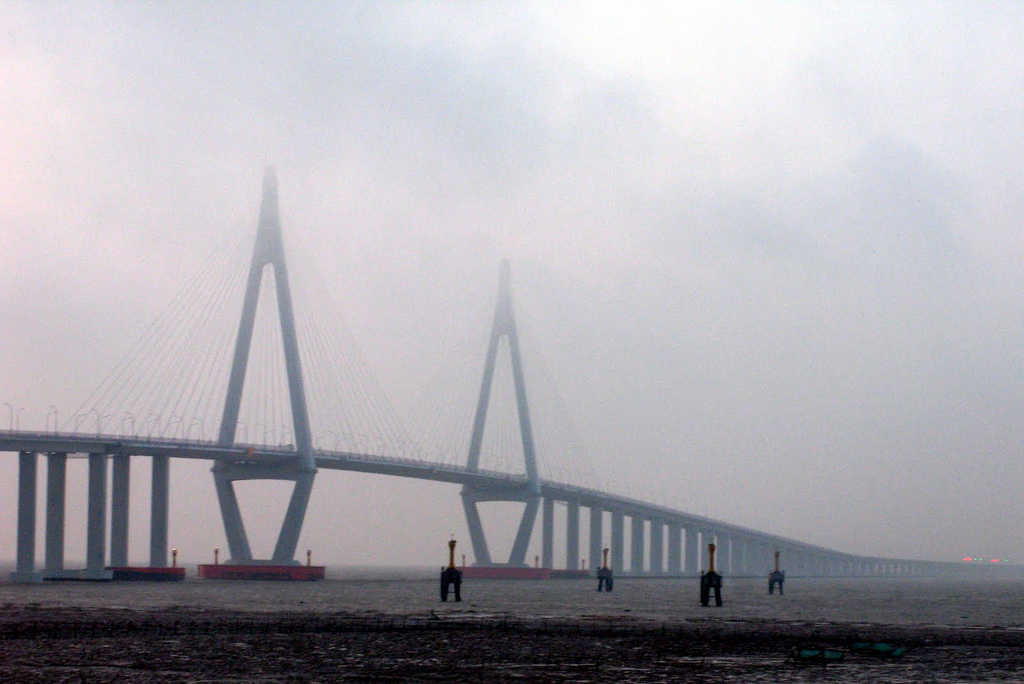
杭州灣跨海大橋

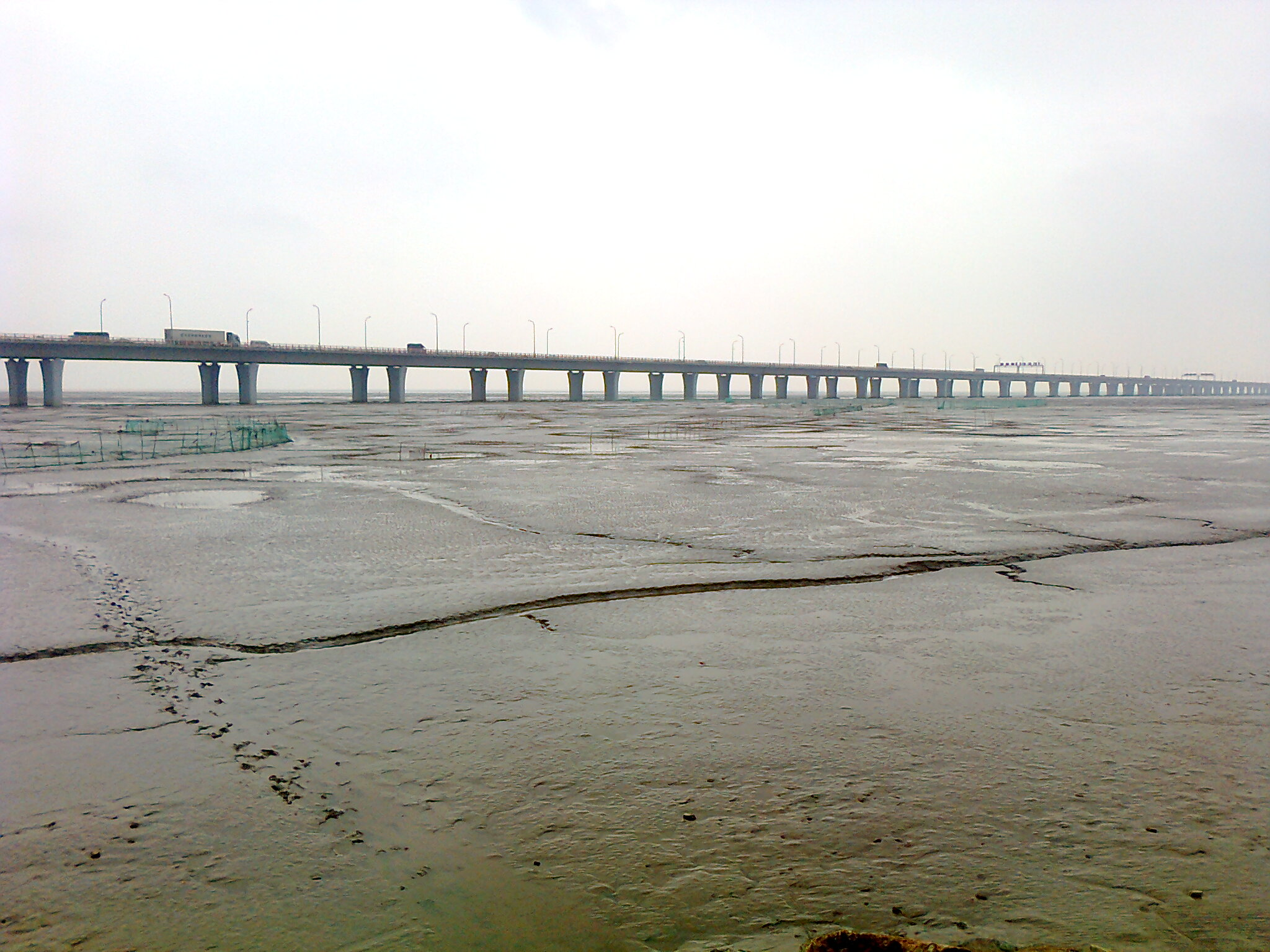
杭州湾跨海大桥下的南岸滩涂地

杭州湾是钱塘江的河口湾，位于北半球太平洋西岸，中国大陆海岸线中段，浙江省和上海市之间。

## 地理特征

### 喇叭口海湾
西起浙江海盐县澉浦镇与慈溪西三（村）丰收闸断面，与钱塘江口水域为界，东达上海南汇嘴和宁波外游山连线，和钱塘江河口段构成了典型的喇叭形海湾。喇叭形海湾的构造在历史上对于杭州湾潮水、岸线和泥沙淤积作用巨大。杭州湾的喇叭形构造初步形成于距今6000年前，由于长江三角洲陆地快速延伸，东南来的涨潮流水在西北遇阻，因而历史北岸海岸线一直后退而南岸一直生长呈现突出弧形向杭州湾内部延伸。今日北部海塘稳固，南岸淤积速度也有所放缓。

### 沙坎地形
杭州湾临近长江口，每年长江携带的大量泥沙都会扩散到杭州湾，随着杭州湾潮水进退，从而形成了大量泥沙淤积其中。自乍浦向西，杭州湾海底逐渐升高，至嘉兴仓前（今新仓镇）、七堡一带达到最高，之后逐渐降低至钱塘江中下游分界线闻堰为最低点。这种纵向巨大隆起的地形被称之为“沙坎”。沙坎长约130千米，抬升约11.5到13.5千米，坎顶高出基线10米左右，横向宽约27千米，总体积达到425立方千米。沙坎地形和喇叭口海湾共同作用形成了钱塘江潮的独特景观。